# Jan Greshoff

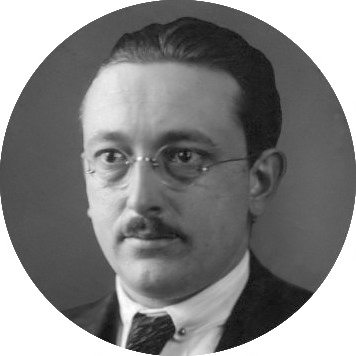
Jan Greshoff (1920)

Jan Greshoff (Nieuw-Helvoet, 15 december 1888 – Kaapstad, 19 maart 1971) was een Nederlandse journalist en schrijver die vooral bekend werd als dichter en criticus.

## Leven en werk
Greshoff was vanaf 1908 werkzaam als journalist, onder andere bij het Dagblad van Zuid-Holland en 's-Gravenhage en voor weekblad De Hofstad. Vanaf 1916 werkte hij op de kunstredactie van De Telegraaf. Van 1920 tot 1923 was hij hoofdredacteur van de Nieuwe Arnhemsche Courant. Daarna ging hij aan de slag als freelancer. In zijn jonge jaren maakte hij veel buitenlandse reizen, voornamelijk in Europa en Noord-Afrika, waar hij contacten legde met kunstenaars, schrijvers en uitgevers, zoals Emile Verhaeren en Gaston Gallimard. Van 1927 tot 1939 verbleef hij in Brussel, als cultureel correspondent van de Nieuwe Rotterdamsche Courant en Het Vaderland. Als medewerker was hij ook betrokken bij het tijdschrift Forum. In 1936 was hij een van de oprichters van het Comité van Waakzaamheid, dat waarschuwde voor het nationaalsocialisme.
Het literaire debuut van Greshoff was Lumen, een bundel verzen gebaseerd op een balletscenario. Er zouden nog vele bundels volgen, waaronder Aardsch en Hemelsch (1926) en Ikaros bekeerd (1938). Zijn bekendste gedicht is "Liefdesverklaring".
In het boek Afscheid van Europa (1969) blikt Greshoff terug op zijn (literaire) leven en haalt hij herinneringen op aan veel bekende vrienden, onder wie Adriaan Roland Holst, J.C. Bloem en J. Slauerhoff. De roman Kaas van Willem Elsschot is opgedragen aan Greshoff. Greshoff komt voor onder de naam ‘Graaflant' in de roman Het land van herkomst van de schrijver E. du Perron, met wie hij eind 1927 in Brussel bevriend raakte.
De meeste boeken van Jan Greshoff werden uitgegeven door A.A.M. Stols. De uitvoerige correspondentie tussen Greshoff en Stols werd in 1990 uitgegeven door het Nederlands Letterkundig Museum.
Greshoff woonde geruime tijd in België en in Kaapstad, Zuid-Afrika, waar hij woonde in zijn woning 'Huis De Grashof', Quarry Hill-weg, Tamboerskloof.
Hij stierf te Kaapstad op 82-jarige leeftijd.

## Persoonlijk leven
Greshoff trouwde op 28-jarige leeftijd, op 14-02-1917 te Den Haag, met Agatha Christina Brunt ('Aty', 1887-1987, dochter van een boekhandelaar). Daarmee werd hij de zwager van typograaf Jan van Krimpen, die getrouwd was met Aty's zuster Nini Brunt. Het echtpaar Greshoff kreeg twee zonen, Jan jr. en Kees. Jan van Krimpen zou meerdere malen de typografie uitvoeren van Greshoffs boeken.